# Окућница Илије Милошевића
Окућница Илије Милошевића, налази се у Аранђеловцу, у насељу Врбица, општина Аранђеловац. Настала је у 19. веку. Заштићена је као споменик културе од 1992. године.

## Положај и изглед
Окућница се налази на улазу у Аранђеловац, на десној страни пута из правца Тополе. Двориште је веома пространо и сачувано је седам објеката првобитне окућнице: стара и нова кућа, млекар, магаза, вајат, кош, бунар. 

### Стара кућа
Стара кућа је централни објекат у овом комплексу. Грађевина се налази на равном терену, постављена на плитким темељима од камена. За изградњу су коришћени кречни малтер и камен. Кров је четвороводан, покривен је ћерамидом и благог је нагиба. Унутрашњи простор чине три дела. Први део чини „кућа” са огњиштем које је накнадно зазидано. Други и трећи део чине соба и помоћна просторија.

### Нова кућа
Нова кућа је саграђена 1917. године. За разлику од старе, нова кућа је зидана од опеке са малтерисаним и окреченим зидовима. Кућа се налази на косом терену. Део куће на косини је постављен високим темељним зидом од камена и ту је саграђен подрум. Кров је четвороводан и полустрм. Покривач крова чини бибер цреп. 

### Млекар
Млекар се налази на плитким темељима направљеним од ломљеног камена. У питању је квадратна грађевина са зидовима од брвана. До половине висине објекта зидови су изграђени од брвана хоризонтално слаганих, а на угловима „ућертаним”. Горњи делови зидова су изграђени од засечених дасака што омогућава проветравање. Кров је четворосливан. Кровни покривач је ћерамида.

### Магаза
Магаза је издвојена од осталих објеката у комплексу. Постављена је на равном терену. У основи је правоугаона грађевина која се налази на високом темељном зиду, изграђеном од ломљеног камена. Саграђена је од брвана са конструкцијом греда, стубова и косника. На улазу се налази пространи трем са два слободна, храстова стуба. Кров је четвороводан са покривачем од ћерамиде.

### Вајат
Вајат се налази између старе и нове куће. Део вајата који се налази ближе старој кући постављен је на високи темељни зид. То је било потребно јер је терен у овом делу нешто већег нагиба. Саграђен је од масивних храстових брвана, „ућертаним” на крајевима. На улазу се налази простран трем са два орнаментисана храстова стуба. Кров је четворосливан са покривачем од бибер црепа. Благог је нагиба.

### Кош
Кош је грађевина издужене основе, ограђена високим темељним зидом од камена са тумбасом. Конструкцију грађевине чине греда, стубови и косници. Кров је на две воде, а покривач је од црепа. 

### Бунар
Бунар је дубок 12 m. Налази се изнад млекара. Озидан је каменим блоковима. Сантрач је грађен од дасака у доњој зони, а горњи део је затворен накованим лајснама.